# Tony and the Stork
Tony and the Stork  è un cortometraggio muto del 1911 diretto da Thomas H. Ince. Prodotto da Carl Laemmle per la Independent Moving Pictures, il film aveva come interpreti King Baggot e Lucille Young.

## Produzione
Il film fu prodotto dall'Independent Moving Pictures Co. of America (IMP).

## Distribuzione
Il film - un cortometraggio in una bobina - uscì nelle sale statunitensi il 7 dicembre 1911, distribuito dalla Motion Picture Distributors and Sales Company.